# 안성 청룡사 사적비
안성 청룡사 사적비(安城 靑龍寺 事蹟碑)는 대한민국 경기도 안성시 서운면 청용리에 있는 조선시대의 사적비이다. 1985년 6월 28일 경기도의 유형문화재 제124호로 지정되었다.

## 개요
사적비란 어떠한 사건에 관련된 사실이나 자취를 기록한 것이다. 청룡사 절내의 부도밭으로 가는 입구에 서 있는 이 비는 청룡사의 중수를 기념하기 위해 세운 것이다.
청룡사는 고려 원종 6년(1265) 명본국사가 대장암이라 이름지어 창건하였고, 공민왕 13년(1364) 나옹왕사가 크게 중창(원래의 절을 고쳐 새롭게 함)하면서 절의 이름도 청룡사로 바꾸었다.
비는 받침돌 위에 비몸을 세우고 지붕돌을 얹은 형태인데, 특이하게도 지붕돌 귀퉁이마다 네마리의 용이 머리를 대고 서려 있는 모습이다. 비문에는 나옹이 절을 중창할 때의 일과, 그 뒤 조선 숙종 때 대웅전을 비롯하여 여러 건물을 중건한 사실 등을 기록하고 있다.
조선 경종 원년(1721)에 세운 것이다.

## 참고 문헌
- 청룡사사적비 - 국가유산청 국가유산포털